# Trumpismo

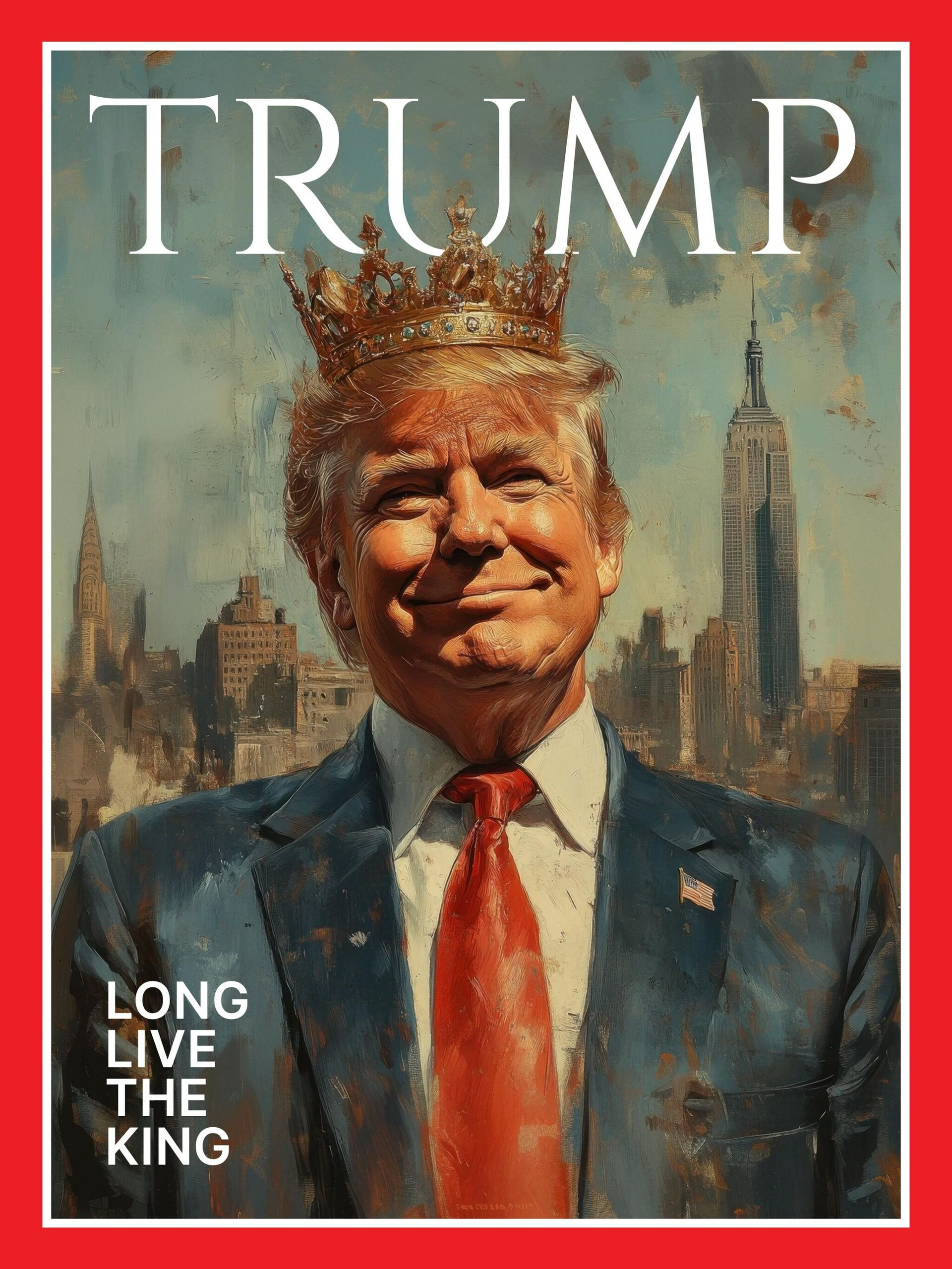
Immagine pubblicata il 19 febbraio 2025 dall'account ufficiale della Casa Bianca che paragona Trump a un monarca.

Il trumpismo (dalla lingua inglese trumpism) è un'ideologia politica entrata nel linguaggio collettivo dal periodo delle presidenze di Donald Trump, 45°e 47° Presidente degli Stati Uniti d'America.

## Etimologia e contesto
Si tratta di una linea politica statunitense tendente dalla destra all'estrema destra e nazional-populista, sentimento diffusosi in più nazioni in tutto il mondo e che detiene alcuni aspetti della democrazia illiberale. Il British Collins English Dictionary ha premiato il trumpismo come Etymology Corner – Collins Word of the Year 2016: secondo il Collins, il termine descrive sia l'ideologia di Trump che le sue affermazioni tipicamente provocatorie.
L'ideologia politica pone in rilievo ed attenzione le risorse umane e materiali di una nazione, per soddisfare prima le esigenze interne, prendendo l'intera nazione come termine, e solo dopo, pensare ad un eventuale surplus per le esportazioni o ad un deficit per le importazioni.
Il termine è apparso durante la campagna presidenziale statunitense del 2016. Il giornalista Tucker Carlson è considerato uno dei massimi diffusori del trumpismo. 
Il trumpismo denota un metodo politico populista che suggerisce risposte e soluzioni semplicistiche a problematiche politiche, economiche e sociali complesse, miranti a mobilitare una crescente parte della popolazione oggetto di disuguaglianza sociale, con una visione disprezzata dell'establishment politico. Vicino ideologicamente al nazionalismo conservatore di destra, mostra anche caratteristiche di autoritarismo.

### Contesto storico negli Stati Uniti

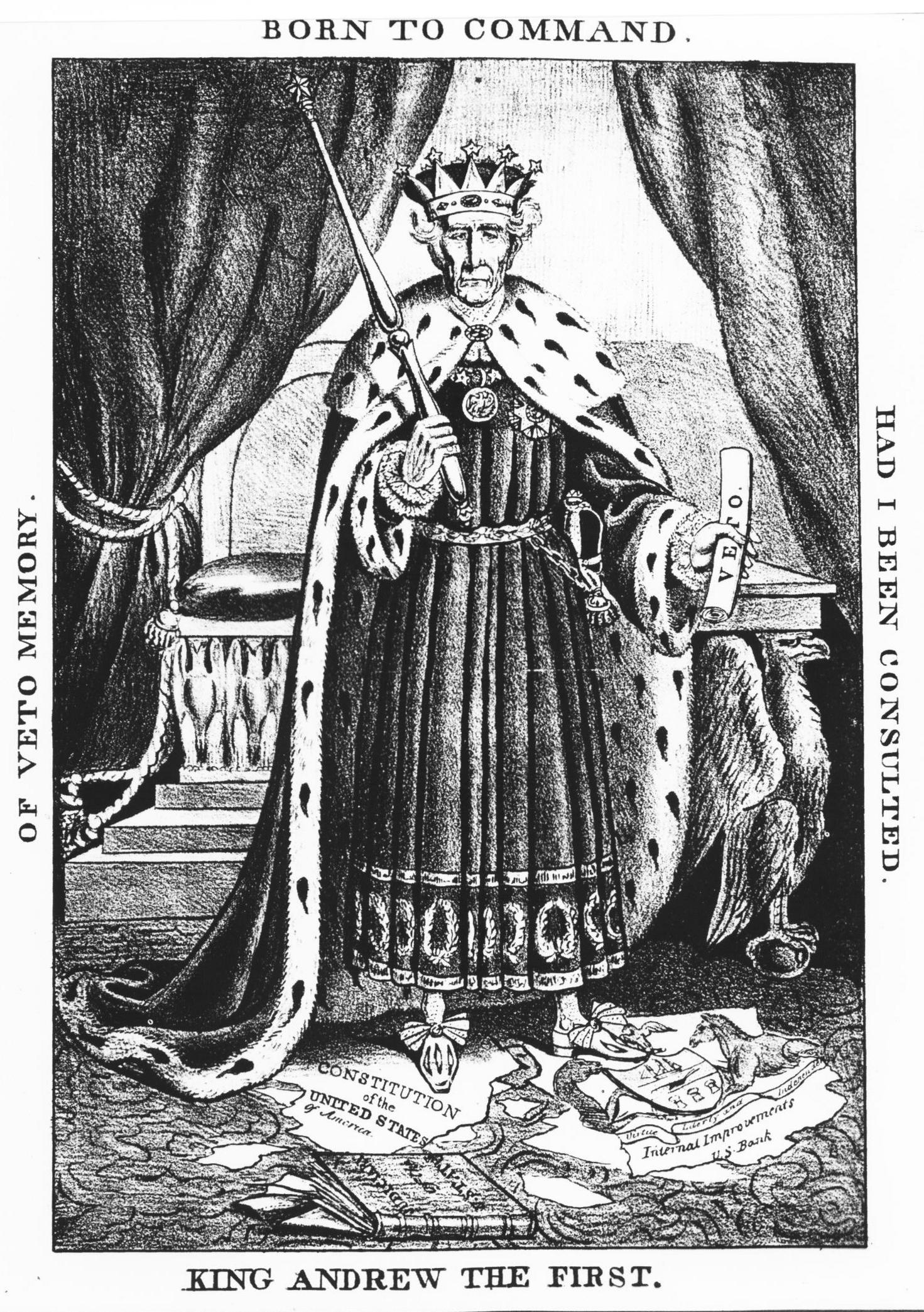
Una vignetta satirica del 1832 che raffigura il presidente Andrew Jackson, in carica per due mandati, come un monarca assoluto, con la Costituzione calpestata sotto i suoi piedi

Secondo gli studiosi Walter Russell Mead e Edwin Kent Morris, le radici del trumpismo negli Stati Uniti possono essere ricondotte all'era jacksoniana. Eric Rauchway afferma che: "Il trumpismo ha radici profonde nella storia americana". I seguaci di Andrew Jackson sostenevano con entusiasmo la sua sfida alle norme "politicamente corrette" del XIX secolo e persino le leggi costituzionali quando ostacolavano la politiche pubbliche che riscuotevano consenso popolare. Jackson ignorò la sentenza della Corte Suprema degli Stati Uniti nel caso Worcester contro Georgia e avviò la rimozione forzata dei Cherokee dalle loro terre protette dal trattato a beneficio della popolazione bianca locale. L’opinione di Mead è che il jacksonianismo fornisca il precedente storico che spiega il movimento dei seguaci di Trump, sposando il disprezzo di base per le élite, il profondo sospetto per i coinvolgimenti all’estero e l’ossessione per il potere e la sovranità americana, riconoscendo che spesso è stato un movimento politico xenofobo.
Morris è d'accordo con Mead, individuando le radici del trumpismo nell'era jacksoniana dal 1828 al 1848 e sotto le presidenze di Jackson, Martin Van Buren e James Knox Polk. Dal punto di vista di Morris, il trumpismo condivide anche somiglianze con la fazione del movimento progressista post Prima guerra Mondiale che si rivolgeva a un populismo conservatore che si ribellava alla moralità più rilassata delle città cosmopolite e al mutevole aspetto razziale dell'America. Nel suo libro The Age of Reform (1955), lo storico Richard Hofstadter identificò l'emergere di questa fazione quando "gran parte della tradizione populista progressista si era inasprita, era diventata illiberale e di cattivo umore".
Prima della Seconda guerra mondiale, i temi conservatori del trumpismo furono espressi nel movimento del Comitato America First all'inizio del XX secolo, e nel periodo post-bellico furono attribuiti a una fazione del Partito Repubblicano nota come "Vecchia Destra". Negli anni ’90 venne definito movimento paleoconservatore, che secondo Morris è stato ora ribattezzato trumpismo.
Scrivendo sul New Yorker , il giornalista Nicholas Lemann afferma l'ideologia del fusionismo del Partito Repubblicano del dopoguerra, una fusione dell'establishment del partito favorevole agli affari con elementi nativisti e isolazionisti che gravitavano verso il Partito repubblicano e non verso il Partito Democratico è stato reso possibile dalla Guerra fredda e dalla "paura e odio reciproci per la diffusione del comunismo". Un articolo su Politico ha definito il trumpismo “Maccartismo sotto steroidi”. Sostenuta da William F. Buckley Jr. e portata a compimento da Ronald Reagan nel 1980, la fusione perse il suo collante con la dissoluzione dell’Unione Sovietica, seguita da una crescita della disuguaglianza di reddito negli Stati Uniti e dalla globalizzazione che “ha creato malcontento tra i bianchi a medio e basso reddito" all'interno e all'esterno del Partito Repubblicano. Dopo le elezioni presidenziali degli Stati Uniti del 2012 che videro la sconfitta di Mitt Romney da parte di Barack Obama, l’establishment del partito abbracciò un rapporto di “autopsia”, intitolato "Progetto Crescita e Opportunità", che invitava il partito a "riaffermare la sua identità di sostenitore del mercato, dello scetticismo nel governo e nell'essere etnicamente e culturalmente inclusivo".
Ignorando l'establishment e i rapporti del partito nella sua campagna presidenziale Trump è stato "osteggiato da più alleati del suo stesso partito di qualsiasi altro candidato presidenziale nella recente storia americana ma allo stesso tempo ha ottenuto più voti alle primarie repubblicane rispetto a qualsiasi precedente candidato presidenziale". Il suo successo nel partito è stato tale che un sondaggio dell'ottobre 2020 ha rilevato che il 58% dei repubblicani e degli indipendenti di tendenza repubblicana intervistati si consideravano sostenitori di Trump piuttosto che del Partito Repubblicano.
Molti storici hanno studiato la fenomenologia del trumpismo: lo storico argentino Federico Finchelstein vede significativi parallelismi tra il peronismo e il trumpismo; lo storico Christopher Robert Browning, invece, considera le conseguenze a lungo termine delle politiche di Trump (che hanno forti caratteristiche autoritarie) e il relativo sostegno che riceve dal Partito Repubblicano che ha esacerbato il clima politico statunitense, come potenzialmente minaccioso per la democrazia.

## Aspetti sociali in psicologia
La ricerca di psicologia sociale sul movimento Trump, come quella di Bob Altemeyer, Thomas F. Pettigrew e Karen Stenner vede il movimento come guidato principalmente dalle predisposizioni psicologiche dei suoi seguaci  sebbene siano coinvolti anche fattori politici e storici. Un articolo in Social Psychological and Personality Science ha descritto uno studio che concludeva che i seguaci di Trump preferiscono ordini sociali gerarchici ed etnocentrici che favoriscono il loro gruppo interno.

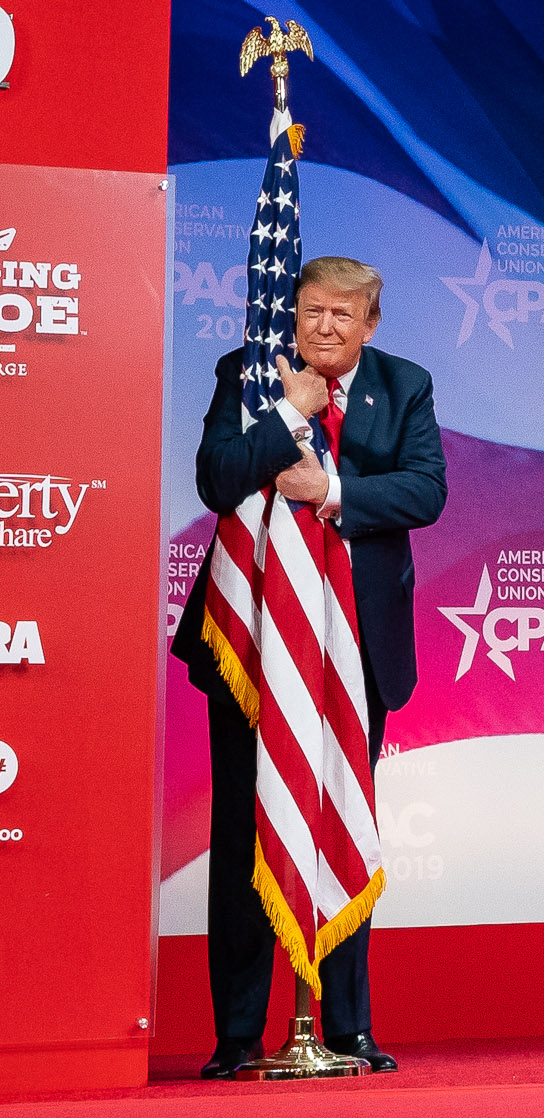
Donald Trump al CPAC del 2019